# 德里克·戴
德里克·戴（英語：Derek Day，1927年11月29日—2015年3月7日），英国外交官、前曲棍球运动员。他曾代表英国国家队参加1952年夏季奥林匹克运动会曲棍球比赛，获得一枚铜牌。